# Jean II de Montfoort
Jean II de Rover de Montfoort (en néerl. Jan II de Rover van Montfoort; 1382 - 16 janvier 1448) était le 7e vicomte de Montfoort, seigneur d'Heeswijk, Blokland, Achthoven, Wiliskop, Kattebroek, Linschoten et à partir de 1423, seigneur de Polsbroek et à partir de 1439, seigneur de Purmerend, Purmerland et Ilpendam, préfet de digue de Lopikerwaard (nl) et membre du conseil et stathouder de Hollande (1425-26).

## Biographie
Jean est le fils d'Henri III de Montfoort (nl) et d'Oda van Polanen. Mineur, il devient prévôt du Dom à Utrecht en 1399, poste auquel il renonce en 1414. Il succède à son père comme vicomte en 1402, après quoi il participe au Siège de Gorinchem en 1402. Jean II a été conseiller au comté de Hollande à partir de 1417 et également stathouder temporaire, il est un des chefs du parti des Hameçons pendant les querelles entre Hameçons et Cabillauds. À partir de 1425, il est le plus grand soutien de Jacqueline de Hainaut, qui l'appelle affectueusement « oncle Jean». Il la soutient durant la bataille d'Alphen-sur-le-Rhin et l'aide à stabiliser le triangle de peuplement Gouda-Oudewater-Schoonhoven. Pendant le siège de Gouda en 1428, Jean n'a pas pu arriver à temps pour soutenir Jacqueline et avec le Traité de Delft, ses biens ont été largement récupérés, sauf sa vicomté qui lui a été retirée. Le 18 mars 1439, Gerrit van Zijl vendit la seigneurie de Purmerend, Neck, Purmerland et Ilpendam (nl) à Jean II de Montfoort. En 1422, il épouse Cunégonde de Bronkhorst (nl), la fille de Gilbert VI de  Bronckhorst (nl) et Heilwig van Tecklenburg.
De ce mariage, au moins deux enfants sont nés :
- Henri IV de Montfoort (nl)
- Oda de Montfoort

## Articles Connexes
- Siège de Gorinchem en 1402
- Bataille d'Alphen-sur-le-Rhin
- Siège de Gouda en 1428
- Traité de Delft
- Famille De Montfoort

## Sources
- Dr. P.M. v. Linden: De burggraven van Montfoort; publié en 1957.